# MV Agusta 350cc-racers
De MV Agusta 350cc-racers waren motorfietsen die het merk MV Agusta tussen 1954 en 1976 inzette in de 350 cc wegraces. Met deze machines werden 10 wereldtitels behaald met de coureurs John Surtees, Gary Hocking en Giacomo Agostini.

## MV Agusta 350 4C 1954-1964

### Techniek
Graaf Domenico Agusta gaf nooit technische gegevens van zijn machines vrij en personeel, technische staf en coureurs mochten daar ook niets over vertellen. Omdat een aantal nieuwere machines later via veilingen verkocht werden zijn daar wel gegevens van bekend, maar de machines uit de beginjaren blijven soms met raadsels omgeven. Van de oorspronkelijke 350 4C is eigenlijk alleen bekend dat het een verkleinde versie van de MV Agusta 500 4C was. Ontwerper Piero Remor had die machine aanvankelijk voorzien van experimentele en vaak nutteloze techniek, maar coureur Leslie Graham had al wat verbeteringen aangebracht. In 1953 had die machine al een telescoopvork en een dubbel wiegframe. Hij had een viercilinder lijnmotor met dubbele bovenliggende nokkenassen en twee kleppen per cilinder.

### Resultaten
1954
Bill Lomas en Dickie Dale kregen MV Agusta's voor de 500 cc Senior TT op het eiland Man, maar startten ook met de 350cc-versie in de Junior TT. Een succes was het nog niet: Lomas werd slechts 7e en Dale werd 25e. Voorlopig moest MV Agusta nog het hoofd buigen voor de AJS Boy Racer en de Norton Manx.
1955
In 1955 kwamen de 350 cc MV Agusta's niet aan de start in GP's, mogelijk omdat men ook uitbreiding zocht naar de 250cc-klasse.
1956
Toen John Surtees in 1956 naar MV Agusta kwam, bracht hij zijn kennis van het Norton Featherbed frame mee. De verbeteringen aan de 500 cc MV Agusta werden ook op de 350 cc viercilinder aangebracht. Surtees werd in de 350 cc TT van Assen tweede en won de Grand Prix van België, maar na een val in de Grand Prix van Duitsland, waarbij hij een arm brak, was hij de rest van het seizoen uitgeschakeld. Hij eindigde als vierde in het 350 cc wereldkampioenschap.
1957
Surtees reed de MV Agusta 350 viercilinder in 1957 in bijna alle GP's, maar de machine was hopeloos onbetrouwbaar. Hij werd vierde in de Junior TT, maar viel in vijf andere GP's uit.
1958
Eind 1957 verklaarden de Italiaanse merken Moto Guzzi, Gilera, FB Mondial en MV Agusta te zullen stoppen met wegraces. Het racen was simpelweg te duur, met name voor de bedrijven die van de motorfietsverkopen moesten leven. Voor graaf Domenico Agusta lag de zaak echter anders. Hij verdiende zijn geld met de bouw van helikopters en de motorfietsen waren slechts een hobby. En met het wegvallen van de grootste concurrenten (de Britse merken waren al eerder gestopt) keerden de kansen voor MV Agusta. De ontwikkeling van nieuwe prototypen werd stopgezet, want het was duidelijk dat de viercilinder MV Agusta nu sterk genoeg zou zijn voor de wereldtitel. Dat bleek in 1958 ook zo te zijn: het merk won alle wereldtitels in de soloklassen, inclusief de constructeurstitels. Waar Surtees met de 350 cc MV Agusta aan de start kwam, won hij ook. John Hartle werd met een 350 cc MV tweede in het wereldkampioenschap.
1959
In 1959 kwam John Surtees overal aan de start en hij won alle GP's. Opnieuw werd zijn teamgenoot John Hartle tweede in het wereldkampioenschap.
1960
Het seizoen 1960 werd spannend door de onderlinge strijd van twee teamgenoten van MV Agusta, John Surtees en Gary Hocking. Doordat er slechts vier resultaten telden eindigden beiden met 22 punten. Ze hadden allebei twee overwinningen en één tweede plaats gescoord. Hocking had niet meer wedstrijden gereden, Surtees wel. Die had daardoor ook nog een derde plaats behaald. De punten telden niet mee, maar het resultaat wel en daardoor werd Surtees wereldkampioen. Aan het einde van het seizoen vertrok John Surtees om verder te gaan als autocoureur.
1961
In 1961 zette MV Agusta in de 350cc-klasse alleen Gary Hocking in. Die sloeg de eerste wedstrijd (Duitsland) over maar begon daarna punten te verzamelen: tweede in de Junior TT en daarna overwinningen in Nederland, de DDR, Ulster en Italië. De laatste Grand Prix in Zweden liet hij ook schieten, want de wereldtitel was al veilig.
1962
In 1961 was Honda nog niet vertegenwoordigd in de 350cc-klasse, maar voor het seizoen 1962 boorde men de Honda RC 162 op tot 284,5 cc en de motorfiets kreeg de aanduiding RC 170. Met die machine kwamen Bob McIntyre en Tom Phillis uit in de Junior TT. Phillis verongelukte tijdens die race en ook McIntyre haalde de finish niet. Mike Hailwood won de race met de MV Agusta. Hij werd tweede in de TT van Assen en de Grand Prix van de DDR, maar de Honda's wonnen alle races en Jim Redman (Honda) werd wereldkampioen vóór Tommy Robb (Honda) en Mike Hailwood (MV Agusta).
1963
Honda maakte in 1963 pas op de plaats: men maakte geen nieuwe racers en na de Isle of Man TT werden zelfs de monteurs teruggeroepen naar Japan. MV Agusta kon daar niet van profiteren. Hailwood won weliswaar in de DDR en in Finland, maar toen was de wereldtitel voor Jim Redman en Honda al beslist.
1964
In 1964 richtte MV Agusta zich vooral op de 500cc-klasse, waar men nog steeds geen tegenstand van betekenis had. In de 350cc-klasse kwam Hailwood pas in de tweede race in Assen aan de start om tweede te worden. Daarna verdwenen de 350 cc MV's van het toneel.

## MV Agusta 350 3C 1965-1973
In 1965 verscheen de nieuwe driecilinder MV Agusta. Graaf Agusta wilde per se een 350 cc driecilinder, omdat hij onder de indruk was geraakt van de driecilinder tweetakt DKW 350 RM. Arturo Magni en ontwerper Mario Rossi probeerden hem van idee af te brengen, maar de graaf volhardde. Hij werd zelfs kwaad en stelde voor een extra cilinder aan de MV Agusta 250 Bicilindrica te maken. Toen de driecilinder klaar leek werd Graaf Agusta opnieuw boos omdat er maar twee kleppen per cilinder gebruikt waren. Binnen een week moesten de technici de motor ombouwen naar vier kleppen per cilinder en dat leverde meteen 6 extra pk's op.
1965
In 1965 werd de 350cc-klasse beheerst door de Honda 2RC 172 viercilinder. MV Agusta zette weliswaar de nieuwe 350 driecilinder in, maar die moest nog betrouwbaarder worden en bovendien had men twee topcoureurs: Mike Hailwood en Giacomo Agostini. Die snoepten ook punten van elkaar af, terwijl Honda alles op Jim Redman zette. Bij de eerste 350cc-race van 1965 op de Nürburgring sloeg Agostini met zijn nieuwe driecilinder MV Agusta meteen toe: Hij won vóór zijn teamgenoot Hailwood en Gustav Havel met een Jawa, terwijl Redman (Honda) bij zijn achtervolging in de regen onderuit ging en een sleutelbeen brak. Tijdens de Junior TT was Redman uit op zijn derde overwinning op rij, maar Hailwood wist in de openingsronde met de nieuwe MV driecilinder een gat van 20 seconden te slaan. Daarna maakte hij een lange pitstop, waardoor Redman de leiding kon overnemen. De MV Agusta van Hailwood stopte er bij Sarah's Cottage mee in de vierde ronde, waardoor Redman onbedreigd won. Phil Read werd met de 250 cc Yamaha tweede en Agostini pakte de derde plaats nadat ook Derek Woodman met de MZ in de laatste ronde was uitgevallen. In Assen won Redman opnieuw, met Hailwood op de tweede en Agostini op de derde plaats. In Oost-Duitsland vielen zowel Hailwood als Agostini uit. Redman won de wedstrijd, Woodman (MZ) werd tweede en Havel werd met een Jawa derde. In Tsjecho-Slowakije vielen de beide MV Agusta's weer uit. Redman won dus weer vóór Woodman, maar dit keer werd Nikolaj Sevast'ânov met een viercilinder Vostok derde. Na twee wedstrijden zonder punten liet MV Agusta de 350cc-race in de Ulster Grand Prix schieten. Achteraf bleek dit een grote fout te zijn geweest. Honda kwam namelijk ook niet waardoor František Šťastný met zijn Jawa de volle acht punten pakte. Die punten kwam Agostini aan het einde van het seizoen tekort. MV Agusta was helemaal niet van plan naar de Finse Grand Prix af te reizen, maar toen Redman in Ulster zijn sleutelbeen opnieuw had gebroken keerden de kansen en namen de Italianen toch deel. Agostini won de 350cc-race vóór Honda’s tweede man Bruce Beale en František Boček (Jawa). Honda blunderde enorm door Redman te laten weten dat er geen motorfietsen op Monza zouden zijn, waardoor hij in Rhodesië bleef. Zijn sleutelbeenbreuk was waarschijnlijk sneller hersteld dan verwacht. Uiteindelijk bleek er wel degelijk een 350 cc Honda voor Redman klaar te staan in Monza, maar die bleef dus aan de kant staan. Agostini won de race, die droog begon. In de laatste ronden ging het regenen, waardoor Hailwood viel. Silvio Grassetti werd met een Bianchi tweecilinder tweede. Tarquinio Provini reed met een opgeboorde Benelli viercilinder en hij moest tot tweemaal toe de pit in om bougies te wisselen. Daarna begon hij aan een enorme inhaalrace en hij werd toch nog derde. Net als in de 125cc-klasse stonden voor de start van de 350cc-race in Suzuka twee coureurs op 32 punten: Jim Redman en Giacomo Agostini. Met verwachtte dus een spannende race om de wereldtitel, maar die bleef uit omdat de motor van Agostini niet goed liep door een gebroken veer van de onderbreker. Hailwood had eigenlijk als taak Redman uit de buurt van Agostini te houden, maar pakte nu de leiding en Redman beperkte zich tot volgen, ook wel een beetje gedwongen doordat hij vlak voor de start door een bij boven zijn oog gestoken was waardoor dit vrijwel dicht zat. Bovendien reed Redman niet op een volwaardige 350cc-motor, maar op een tot 256 cc opgeboorde RC 165 zescilinder. Hij had aan de tweede plaats voldoende voor de wereldtitel en hij liet Hailwood zelfs nog een stuk uitlopen. Agostini moest intussen toezien hoe nog twee Japanners hem passeerden; Isamu Kasuya en Gosuke Yamashita, beiden met een Honda.
1966
Mike Hailwood stapte in 1966 over naar Honda. Voor de 350cc-klasse was de Duitse Grand Prix op Hockenheim de openingsrace in 1966. Tarquinio Provini (Benelli) had de beste start, maar werd al in de tweede ronde ingehaald door Mike Hailwood met de Honda RC 173. Giacomo Agostini moest de MV Agusta driecilinder aan de kant parkeren. In Frankrijk kreeg Hailwood meer tegenstand van Agostini met de MV Agusta, maar die finishte uiteindelijk toch met 20 seconden achterstand. In Assen traden Phil Read en Bill Ivy in de training van de 350cc-klasse aan met tot 254 cc opgeboorde Yamaha RD 05's. Hailwood maakte tijdens de trainingen al duidelijk wie de snelste was: hij reed met de 350 cc Honda een volle seconde sneller dan zijn eigen recordronde uit 1965 die hij met een 500 cc MV Agusta had neergezet. Uiteindelijk kwamen de Yamaha's niet aan de start, evenmin als Jim Redman. Hailwood stond zodoende als enige, in regen en wind, op de eerste startrij, Giacomo Agostini stond achter hem op de tweede rij. Hailwood startte het snelste en werd gevolgd door Derek Woodman met een tot 300cc opgeboorde MZ, Agostini en Renzo Pasolini (Aermacchi). Hailwood finishte met 45,2 seconden voorsprong op Agostini. In de DDR deed zich de situatie voor dat Hailwood, als hij in de 250-, 350- en 500cc-klassen zou starten, meer dan 500 km op één dag moest rijden. Dat was niet toegestaan. Omdat hij in 500cc-klasse de uitgeschakelde Jim Redman moest vervangen én omdat hij in de 350cc-klasse alle wedstrijden tot dan toe gewonnen had, liet Hailwood deze klasse schieten. Agostini bleef zodoende zonder tegenstand en reed iedereen op minstens één ronde. In Tsjecho-Slowakije ontspon zich een spannende strijd tussen Hailwood en Agostini. Agostini wist enkele ronden voor het einde de leiding korte tijd over te nemen, maar Hailwood kwam toch als eerste over de streep. De 350cc-race in het Finse Imatra werd gewonnen door Hailwood, terwijl Agostini uitviel. De 350 cc Ulster Grand Prix startte in de regen. Agostini leidde na de eerste ronde, maar Hailwood haalde hem in en liep ook nog behoorlijk ver weg. De rest van het veld maakte nog eens pijnlijk duidelijk hoe slecht het gesteld was met de 350cc-klasse. Na Agostini finishte met een ronde achterstand Tommy Robb, niet met een 350cc-machine, maar met een licht opgeboorde 250 cc Bultaco. Hailwood had met deze overwinning zijn zevende wereldtitel zeker gesteld. Tijdens de Junior TT ging het niet goed met de Honda van Hailwood. Bij Ballacraine, na 13 km rijden, was hij al ingehaald door Agostini die 20 seconden na hem was gestart. Bij de TT Grandstand klonk Hailwood's Honda erg slecht. Honda had de jonge Stuart Graham niet in de 350 cc Junior TT ingezet, Redman was nog niet fit en daarmee was de dreiging van Honda dus voorbij. In Monza won Agostini net als de 500cc-klasse ook de 350cc-klasse met twee ronden voorsprong. Hailwood kwam hier niet aan de start.
1967
Alleen MV Agusta en Benelli brachten in 1967 volwaardige 350cc-machines in de strijd. Honda gebruikte de RC 174, een tot 297 cc opgeboorde 250 cc zescilinder. Hailwood won de Duitse 350 cc Grand Prix won hij onbedreigd met de Honda. Giacomo Agostini verloor bijna een minuut met zijn MV Agusta. Na de eerste ronde van de Junior TT had Hailwood al ruim 48 seconden voorsprong op Agostini, en na de race was dat ruim drie minuten. Het racegemiddelde van Hailwood was 171,68 km/h, dat van Agostini 164,6 km/h. In Assen had het lang geregend. Pas aan het einde van de 50cc-race was het droog geworden, maar toen de 350cc-klasse van start ging was de baan nog nat. Hailwood ging vanaf de start aan de leiding, terwijl Giacomo Agostini het tot in de twintigste ronde aan de stok had met de Benelli van Renzo Pasolini. 66 Minuten had Ago nodig om Pasolini te passeren. Dat betekende dat de Honda RC 174 niet te kloppen was, maar de MV Agusta 350 4C wél. Pasolini kon zelfs in de laatste ronde nog een aanval op Agostini inzetten, die echter niet lukte. De Benelli had de MV Agusta echter goed partij gegeven. Op de opdrogende Sachsenring in de DDR kon Agostini niet in de schaduw van Hailwood blijven. Halverwege de race begon de MV Agusta slecht te lopen en bij een pitstop werd geconstateerd dat een van de aanzuigkelken was verdwenen, maar er was geen reserve-exemplaar beschikbaar, zodat Ago met deze slecht lopende motor verder moest. Hij werd weliswaar tweede, maar op meer dan een ronde achter Mike Hailwood. Mike Hailwood won zijn vijfde 350cc-race van 1967 in Brno en daardoor was zijn wereldtitel binnen. Agostini had vijf ronden geleid, maar toen haalde Hailwood hem in en kort daarna viel Ago zelfs stil. Agostini was echter niet de pit in gereden, maar vlak voor de eindstreep gestopt. Toen Hailwood werd afgevlagd duwde hij de MV Agusta over de finishlijn en zo werd hij geklasseerd als 7e. In Ulster concentreerde Hailwood zich op de klassen waarin hij nog geen wereldkampioen was, de 250- en 500cc. In de 350cc-race kreeg Ralph Bryans zijn zescilinder Honda. Bryans leidde vijf ronden lang, maar werd toen gespasseerd door Agostini die snel van hem weg reed. Nu de titel in het voordeel van Honda beslist was ging de 350cc-race in Monza voor Agostini en Pasolini meer om de Italiaanse eer. Ze vochten een harde strijd uit, maar wel om de tweede plaats want Ralph Bryans was met de Honda al aan de horizon verdwenen. In de 8e ronde, toen Pasolini de tweede plaats net had overgenomen van Agostini, vielen ze allebei uit. In Japan kwam Agostini helemaal niet aan de start.
1968
Honda stopte na het seizoen 1967 en opnieuw, net als in 1958, was het bijna zeker dat MV Agusta geen tegenstand meer zou krijgen. Even leek er druk te bestaan van Benelli met Renzo Pasolini, maar Agostini won alle Grands Prix en reed niet zelden het hele veld op een ronde.
1969
In 1969 had Yamaha haar TR 2 klaar, maar de machine vormde geen bedreiging voor Agostini met zijn MV Agusta. Bill Ivy bracht de nieuwe Jawa 350 cc V4 aan de start. Die machine was snel, maar minder betrouwbaar en Ivy verongelukte tijdens de training in de DDR. Agostini won de eerste acht wedstrijden, maar omdat graaf Agusta het niet eens was met de verplaatsing van de GP des Nations naar Imola reed hij daar niet. Daardoor kon Phil Read met de Yamaha winnen. In Opatija won Silvio Grassetti met de Jawa V4, maar ook daar verscheen Agostini niet.
1970
Ook de geschiedenis van het seizoen 1970 is snel verteld: Agostini won alle wedstrijden in de 350- en de 500cc-klassen, behalve Spanje. Dat was de laatste race en daar won zijn nieuwe teamgenoot Angelo Bergamonti beide klassen.
1971
MV Agusta verloor al op 4 april Angelo Bergamonti, die tijdens een voorjaarsrace in Riccione verongelukte. In dit seizoen won Agostini minder wedstrijden, enerzijds omdat zijn MV Agusta hem in de steek liet (in de Junior TT, in Tsjecho-Slowakije en in Italië), anderzijds omdat hij niet aan de start kwam (in Ulster vanwege de onlusten van 1971 en in Spanje waar hij ook in de eerdere jaren niet aan de start kwam). Toch was hij al vroeg in het seizoen wereldkampioen. In Monza kreeg Alberto Pagani de machines die voor Angelo Bergamonti bestemd waren geweest. Pagani won de 500cc-race, maar viel niet als Agostini uit in de 350cc-race.

## MV Agusta 350 4C 1973-1976

### Techniek
1972
In 1972 werd er voor het eerst geknaagd aan de hegemonie van Giacomo Agostini en MV Agusta, tenminste in de 350cc-klasse. Ago werd weliswaar wereldkampioen, maar won maar zes van de twaalf races. De andere zes werden door wisselende coureurs gewonnen, waarvan Jarno Saarinen de sterkste was. In de GP van Duitsland kreeg Agostini zijn eerste tikje, toen hij in een rechtstreeks duel werd verslagen door Saarinen. Die zette met zijn nieuwe watergekoelde Yamaha YZ 634 het absolute ronderecord zelfs zó scherp (9.31.8) dat Ago het zelfs in de 500cc-klasse met 9.30.9 nauwelijks kon verbeteren. Hideo Kanaya werd met de tweede watergekoelde YZ 634 (er waren er nog maar twee met waterkoeling) derde. In Frankrijk kwam het gewichtsverschil tussen de watergekoelde Yamaha YZ 634 (ca. 90 kilo) en de MV Agusta 350 3C (ca. 140 kilo) tot uiting in de enorme achterstand die Agostini opliep op de winnaar Jarno Saarinen. Dat was ruim 4 kilometer. Teuvo Länsivuori had een standaard (luchtgekoelde) Yamaha TR 3 en finishte als tweede op 1½ minuut van Saarinen. Hideo Kanaya lag enige tijd op de derde plaats, maar gleed weg op de natte baan (de 350cc-race was enige natte race in Frankrijk). Daardoor werd Renzo Pasolini met de Aermacchi-Harley-Davidson derde en toen pas finishte Agostini. Die vatte zijn verlies echter sportief op maar verklaarde wel dat de driecilinder MV Agusta intussen te traag was geworden. Hij wachtte op het gereedkomen van de viercilinder. Na twee overwinningen voor Yamaha kwam Agostini in Oostenrijk met de nieuwe MV Agusta 350 4C aan de start. Hij trainde nog met de driecilinder, maar die was al behoorlijk wat langzamer dan de Yamaha van Saarinen. In de race verloor de motor van Saarinen al snel wat toeren, waardoor hij slechts vierde werd. Agostini won zijn deze race. Voor Imola had MV Agusta voor de zekerheid Phil Read ingehuurd om Agostini te steunen. Read verremde zich in de race en maakte een flinke schuiver, maar werd toch nog vierde. Agostini won de race, maar de handen van de Italianen gingen op elkaar voor Renzo Pasolini met de luchtgekoelde en zuigergestuurde Aermacchi-Harley-Davidson. Pasolini had een slechte start gehad en kwam na de eerste ronde als tiende door, maar vocht zich door het hele veld naar de tweede plaats. In de Junior TT, waar Saarinen vanwege de risico's weigerde te rijden, leidde Agostini van start tot finish, terwijl zijn teamgenoot Phil Read al in de tweede ronde uitviel met schakelproblemen. Beide MV-coureurs reden met de driecilinders. Agostini had getraind met de viercilinder, maar vond de driecilinder betrouwbaarder. In 1971 had de 350 cc MV Agusta Agostini al enkele malen in de steek gelaten, en ook in de GP van Joegoslavië van 1972 viel hij uit. Phil Read reed de race uit, maar kon geen vuist maken tegen de Yamaha TR 3 van de Hongaar János Drapál. Read werd slechts derde. In Assen trainde Agostini met afstand als snelste, maar tijdens de eerste ronden bekeek hij het gevecht tussen Drapál, Pasolini en Read van de achterkant. Agostini had weer de MV viercilinder tot zijn beschikking, Read de driecilinder. Al snel ging de strijd om de leiding alleen nog tussen Pasolini en Read. Saarinen was toen nog slechts zesde, want hij was met nieuwe, niet ingereden banden gestart en moest enkele ronden kalm aan doen. Na vier ronden lag Agostini aan de leiding, gevolgd door Pasolini en Read. In de zevende ronde werd Read zelfs gepasseerd door Saarinen en in de laatste meters van de race, in de kniebocht, ook nog door Dieter Braun. Agostini won de race, Saarinen werd tweede en Pasolini derde. In de DDR viel Agostini plotseling uit, maar Phil Read had nu ook een viercilinder MV Agusta tot zijn beschikking en won met een nieuwe racerecord. Zijn tijd was gelijk aan die van Agostini in de 500cc-race. In Brno nam Agostini de leiding voor Read en Pasolini. Saarinen had een slechte start, maar vond al snel aansluiting. In de vierde ronde viel Agostini, waardoor Read aan de leiding kwam. Pasolini moest afhaken, maar Saarinen niet. Die passeerde Read en won de race. Read moest uiteindelijk de pit inrijden waardoor Pasolini alsnog tweede werd, vóór Dieter Braun. In Anderstorp moesten Agostini en Read in de eerste ronden een flink gevecht leveren tegen Jarno Saarinen, die zelfs de snelste ronde reed. Later moest Saarinen met versnellingsproblemen afhaken, maar hij bleef Read toch dicht op de hielen zitten. Uiteindelijk won Agostini vóór Read en Saarinen. In het Finse Imatra had Phil Read als snelste getraind, maar meteen na de start sloeg er een drijfstang door zijn carter, waardoor hij duwend de pit in kwam. Agostini nam de leiding en behield die de hele race. Hij had nu zes van de twaalf races gewonnen en dat was genoeg voor de wereldtitel van 1972.
1973
Vanwege de matige betrouwbaarheid van de MV Agusta 350 4C reed het team zelfs in 1973 nog vaak met de "oude" driecilinder. Yamaha kon in 1973 niet doorpakken. Men zette Jarno Saarinen en Kanaya in de 250- en de 500cc-klasse in, maar toen Saarinen in Monza verongelukte werd het fabrieksteam teruggetrokken. De privérijders moesten het met de Yamaha TZ 350 doen, maar door het ontbreken van teamorders werden overwinningen behaald door János Drapál, Teuvo Länsivuori, Edu Celso-Santos en, omdat de topcoureurs niet meer naar de Isle of Man TT gingen, door Tony Rutter. Phil Read kreeg een vast contract bij MV Agusta, maar moest in dienst van Agostini rijden. Agostini leidde in Frankrijk de race echter van start tot finish, ook al omdat Länsivuori met een slecht lopende motor, die niet wilde aanslaan, van start ging. Phil Read werd tweede. Hoewel het in Oostenrijk in de training zonnig was geweest, was de racedag nat. Phil Read werd daar het eerste slachtoffer van, niet omdat hij viel, maar omdat hij afstapte vanwege een beslaand vizier. Agostini bouwde een ruime voorsprong op ten opzichte van János Drapál, die wel iets inliep, maar Ago niet kon bedreigen. In de voorlaatste ronde viel de MV Agusta echter stil door een natte ontsteking, waardoor Drapál toch nog won. In Duitsland ontbrak het fabrieksteam van Harley-Davidson, dat hard werkte om de watergekoelde machines klaar te krijgen. Dat gaf hoop voor MV Agusta, dat nu misschien eindelijk weer wat punten kon pakken, maar in de trainingen reed privérijder John Dodds (Yamaha TZ 350) het snelste. Het werd echter weer een drama voor MV Agusta. Agostini ging aan de leiding, terwijl Read op de hielen gezeten werd door Länsivuori. In de vijfde ronde viel Read echter uit en in de elfde ronde gebeurde hetzelfde met Agostini. De 350cc-race in Monza was aanvankelijk best spannend. Het team van Harley-Davidson had de GP van Duitsland overgeslagen om aan de nieuwe watergekoelde machines te werken en dat wierp zijn vruchten af: Pasolini trainde minder dan een seconde langzamer dan Agostini. Aanvankelijk werd de race geleid door Agostini en Read, gevolgd door Walter Villa met de Benelli 350 4C, Länsivuori en Pasolini. Uiteindelijk kwamen Agostini en Read een beetje los van hun achtervolgers, maar plotseling kwam Read met een slecht lopende motor de pit in en Länsivuori en Villa kropen weer naar het achterwiel van Agostini. Agostini wist zich los te rijden van Länsivuori en won. Zonder Read, Agostini en Länsivuori, die van hun teams een rijverbod in Joegoslavië hadden gekregen, kon János Drapál deze race winnen. De 350cc-race in Assen leverde een geweldig gevecht op tussen Agostini, Read en Länsivuori, tot die laatste problemen met zijn versnellingsbak kreeg en moest afhaken. Agostini won met 0,1 seconde voorsprong op Read en Länsivuori werd toch nog derde. Länsivuori won de 350 cc GP van Tsjecho-Slowakije met een ruime voorsprong op Agostini en Read en ook in Zweden won Länsivuori, terwijl Agostini tweede werd en Phil Read derde. In Imatra trad Agostini weer eens met de viercilinder aan. Teuvo Länsivuori moest deze race winnen om nog kans op de wereldtitel te hebben, maar hij werd vakkundig op de derde plaats gehouden door Phil Read, die zo Agostini de mogelijkheid gaf op kop te blijven. Uiteindelijk viel Länsivuori in de 9e ronde en zo kon Agostini de eerste plaats én de 350 cc wereldtitel grijpen. Read werd in de race tweede en John Dodds finishte als derde.
1974
Giacomo Agostini vertrok eind 1973 naar het team van Yamaha en Phil Read werd eerste rijder bij MV Agusta. Hij werd ondersteund door Gianfranco Bonera, maar alleen in de 500cc-klasse. MV Agusta kwam in de 350cc-klasse enkele malen aan de start, maar verscheen niet meer in de vierde race, de GP des Nations. Men achtte de MV Agusta 350 4C kansloos en een nieuwe machine, die in ontwikkeling was, was nog lang niet klaar. Read finishte in geen enkele race en het team van MV Agusta bleef in de 350cc-klasse zelfs zonder punten.
1975
In 1975 bracht men de MV Agusta 350cc-racers helemaal niet aan de start.
1976
Het laatste seizoen verliep voor MV Agusta ronduit hopeloos. Giacomo Agostini zette zijn 500 4C al na één race aan de kant om het seizoen op een Suzuki RG 500 voort te zetten. Voor de openingsrace in Frankrijk liet hij inderhaast een 350 cc Yamaha uit Amsterdam komen. Misschien had hij te weinig vertrouwen in de MV Agusta 350 4C, misschien schrok hij van de juist ingestelde geluidsnorm van 113 dB(A) (de MV leverde 132 dB(A)). De FIM gaf echter toe dat men deze nieuwe regel te laat bekendgemaakt had, waardoor de MV Agusta nog even respijt kreeg. De machine haalde de finish bijna nooit. In Frankrijk sloeg een steen door de verdelerkap, in Oostenrijk slipte de koppeling, in Italië was de motor te kort gegeard, in Joegoslavië, Tsjecho-Slowakije en Duitsland stopte Ago om onbekende redenen en in Finland ging de ontsteking stuk. Daar had de organisatie zelfs alles in het werk gesteld om de MV Agusta door de geluidskeuring te krijgen. Eerst was het de bedoeling de geluidskeuring over te slaan, maar dat kon reglementair niet. Men accepteerde vervolgens een valse opgave van de boring/slagverhouding van het team, terwijl die toch vrij algemeen bekend was: 54 x 38 mm. Daardoor werd de meting bij een bepaalde gecorrigeerde zuigersnelheid uitgevoerd bij 7.000 tpm, terwijl dat 10.000 tpm had moeten zijn. De meting kwam uit op 113 dB(A) en MV Agusta claimde een vermogensverlies van 3 pk. Aan het einde van het seizoen maakte MV Agusta bekend te stoppen met wegraces.

## Prototypen
In 1957 ontwikkelde men bij MV Agusta twee prototypen voor de 350cc-klasse, een zescilinder en een tweecilinder. Nello Pagani reed de zescilinder zonder succes in de laatste race van 1957, de GP des Nations op Monza. De tweecilinder kwam nooit in actie.

### MV Agusta 350 6C 1957
De zescilinder lijnmotor was een logische ontwikkeling omdat MV Agusta een 500cc-versie bouwde als antwoord op de Moto Guzzi Otto Cilindri. De machine leverde genoeg vermogen, maar dit woog niet op tegen het extra gewicht. De machine had een zescilinder lijnmotor met slechts twee kleppen per cilinder.

#### Techniek
De luchtgekoelde zescilinder had nog steeds dubbele bovenliggende nokkenassen en een dubbel wiegframe waarvan de onderste buizen demontabel waren om het motorblok makkelijk te kunnen uitbouwen.

### MV Agusta 350 2C 1957

#### Techniek
Bij de 350 cc tweecilinder gebruikte men heel andere technieken, vooral wat het frame betrof. Deze machine had een brugframe dat uit driehoeksconstructies van dunne buizen bestond, en waarbij de motor een dragend onderdeel was. De cilinders helden sterk voorover en men greep weer terug op de ouderwetse Earles voorvork, waarschijnlijk omdat die, door dezelfde dunne buizen te gebruiken, lichter was dan een telescoopvork. Door twee buitenliggende vliegwielen toe te passen kon het motorblok compact en sterk gemaakt worden. De motor had ook een dry-sumpsysteem en leverde ongeveer 47 pk bij 12.000 tpm.

### MV Agusta 350 6C 1969
In 1969 wilde men de zescilinder toch weer doorontwikkelen, maar de FIM bepaalde dat de 350- en 500cc-racers voortaan niet meer dan vier cilinders mochten hebben. Er werd wel een prototype gebouwd, dit keer met vier kleppen per cilinder, maar dat kon niet in het wereldkampioenschap ingezet worden. Soms trainden de coureurs er wel mee: in 1971 deden zowel Giacomo Agostini als Angelo Bergamonti dat in de voorjaarsrace in Modena.

## Technische gegevens MV Agusta 350 4C
| MV Agusta 350 4C       | 1954                                   | 1955                                   | 1956                                   | 1957                                   | 1958                                   | 1959                                   | 1960                                   | 1961                                   | 1962                                   | 1963                                   | 1964                                   | 350 3C                                                | 1972                                                  | 1973                                                  | 1974                                                  | 1975                                                  | 1976          |
| ---------------------- | -------------------------------------- | -------------------------------------- | -------------------------------------- | -------------------------------------- | -------------------------------------- | -------------------------------------- | -------------------------------------- | -------------------------------------- | -------------------------------------- | -------------------------------------- | -------------------------------------- | ----------------------------------------------------- | ----------------------------------------------------- | ----------------------------------------------------- | ----------------------------------------------------- | ----------------------------------------------------- | ------------- |
| Categorie              | Fabrieksracer                          | Fabrieksracer                          | Fabrieksracer                          | Fabrieksracer                          | Fabrieksracer                          | Fabrieksracer                          | Fabrieksracer                          | Fabrieksracer                          | Fabrieksracer                          | Fabrieksracer                          | Fabrieksracer                          |                                                       | Fabrieksracer                                         | Fabrieksracer                                         | Fabrieksracer                                         | Fabrieksracer                                         | Fabrieksracer |
| Motortype              | DOHC met twee kleppen per cilinder     | DOHC met twee kleppen per cilinder     | DOHC met twee kleppen per cilinder     | DOHC met twee kleppen per cilinder     | DOHC met twee kleppen per cilinder     | DOHC met twee kleppen per cilinder     | DOHC met twee kleppen per cilinder     | DOHC met twee kleppen per cilinder     | DOHC met twee kleppen per cilinder     | DOHC met twee kleppen per cilinder     | DOHC met twee kleppen per cilinder     | DOHC met vier kleppen per cilinder                    | DOHC met vier kleppen per cilinder                    | DOHC met vier kleppen per cilinder                    | DOHC met vier kleppen per cilinder                    | DOHC met vier kleppen per cilinder                    |               |
| Bouwwijze              | Dwarsgeplaatste viercilinder lijnmotor | Dwarsgeplaatste viercilinder lijnmotor | Dwarsgeplaatste viercilinder lijnmotor | Dwarsgeplaatste viercilinder lijnmotor | Dwarsgeplaatste viercilinder lijnmotor | Dwarsgeplaatste viercilinder lijnmotor | Dwarsgeplaatste viercilinder lijnmotor | Dwarsgeplaatste viercilinder lijnmotor | Dwarsgeplaatste viercilinder lijnmotor | Dwarsgeplaatste viercilinder lijnmotor | Dwarsgeplaatste viercilinder lijnmotor | Dwarsgeplaatste viercilinder lijnmotor                | Dwarsgeplaatste viercilinder lijnmotor                | Dwarsgeplaatste viercilinder lijnmotor                | Dwarsgeplaatste viercilinder lijnmotor                | Dwarsgeplaatste viercilinder lijnmotor                |               |
| Koeling                | Lucht                                  | Lucht                                  | Lucht                                  | Lucht                                  | Lucht                                  | Lucht                                  | Lucht                                  | Lucht                                  | Lucht                                  | Lucht                                  | Lucht                                  | Lucht                                                 | Lucht                                                 | Lucht                                                 | Lucht                                                 | Lucht                                                 |               |
| boring                 | Onbekend                               | Onbekend                               | Onbekend                               | Onbekend                               | Onbekend                               | Onbekend                               | Onbekend                               | Onbekend                               | Onbekend                               | Onbekend                               | Onbekend                               | 54 mm                                                 | 54 mm                                                 | 54 mm                                                 | 54 mm                                                 | 54 mm                                                 |               |
| slag                   | Onbekend                               | Onbekend                               | Onbekend                               | Onbekend                               | Onbekend                               | Onbekend                               | Onbekend                               | Onbekend                               | Onbekend                               | Onbekend                               | Onbekend                               | 38 mm                                                 | 38 mm                                                 | 38 mm                                                 | 38 mm                                                 | 38 mm                                                 |               |
| Cilinderinhoud         | Onbekend                               | Onbekend                               | Onbekend                               | Onbekend                               | Onbekend                               | Onbekend                               | Onbekend                               | Onbekend                               | Onbekend                               | Onbekend                               | Onbekend                               | 348,1 cc                                              | 348,1 cc                                              | 348,1 cc                                              | 348,1 cc                                              | 348,1 cc                                              |               |
| Smeersysteem           | Wet-sump                               | Wet-sump                               | Wet-sump                               | Wet-sump                               | Wet-sump                               | Wet-sump                               | Wet-sump                               | Wet-sump                               | Wet-sump                               | Wet-sump                               | Wet-sump                               | Wet-sump                                              | Wet-sump                                              | Wet-sump                                              | Wet-sump                                              | Wet-sump                                              |               |
| Carburateurs           | Onbekend                               | Onbekend                               | Onbekend                               | Onbekend                               | Onbekend                               | Onbekend                               | Onbekend                               | Onbekend                               | Onbekend                               | Onbekend                               | Onbekend                               | 4 x Dell'Orto 34 mm                                   | 4 x Dell'Orto 34 mm                                   | 4 x Dell'Orto 34 mm                                   | 4 x Dell'Orto 34 mm                                   | 4 x Dell'Orto 34 mm                                   |               |
| Max. Vermogen          | ca. 29 kW/40 pk                        | Onbekend                               | Onbekend                               | Onbekend                               | Onbekend                               | Onbekend                               | Onbekend                               | Onbekend                               | Onbekend                               | Onbekend                               | Onbekend                               | 57 kW (77 pk) bij 16.400 tpm (aan de versnellingsbak) | 57 kW (77 pk) bij 16.400 tpm (aan de versnellingsbak) | 57 kW (77 pk) bij 16.400 tpm (aan de versnellingsbak) | 57 kW (77 pk) bij 16.400 tpm (aan de versnellingsbak) | 57 kW (77 pk) bij 16.400 tpm (aan de versnellingsbak) |               |
| Primaire aandrijving   | Tandwielen                             | Tandwielen                             | Tandwielen                             | Tandwielen                             | Tandwielen                             | Tandwielen                             | Tandwielen                             | Tandwielen                             | Tandwielen                             | Tandwielen                             | Tandwielen                             | Tandwielen                                            | Tandwielen                                            | Tandwielen                                            | Tandwielen                                            | Tandwielen                                            |               |
| koppeling              | Meervoudige natte platenkoppeling      | Meervoudige natte platenkoppeling      | Meervoudige natte platenkoppeling      | Meervoudige natte platenkoppeling      | Meervoudige natte platenkoppeling      | Meervoudige natte platenkoppeling      | Meervoudige natte platenkoppeling      | Meervoudige natte platenkoppeling      | Meervoudige natte platenkoppeling      | Meervoudige natte platenkoppeling      | Meervoudige natte platenkoppeling      | Meervoudige droge platenkoppeling                     | Meervoudige droge platenkoppeling                     | Meervoudige droge platenkoppeling                     | Meervoudige droge platenkoppeling                     | Meervoudige droge platenkoppeling                     |               |
| versnellingen          | Onbekend                               | Onbekend                               | Onbekend                               | Onbekend                               | Onbekend                               | Onbekend                               | Onbekend                               | Onbekend                               | Onbekend                               | Onbekend                               | Onbekend                               | 6                                                     | 6                                                     | 6                                                     | 6                                                     | 6                                                     |               |
| Secundaire aandrijving | Ketting                                | Ketting                                | Ketting                                | Ketting                                | Ketting                                | Ketting                                | Ketting                                | Ketting                                | Ketting                                | Ketting                                | Ketting                                | Ketting                                               | Ketting                                               | Ketting                                               | Ketting                                               | Ketting                                               |               |
| Rijwielgedeelte        | Dubbel wiegframe                       | Dubbel wiegframe                       | Dubbel wiegframe                       | Dubbel wiegframe                       | Dubbel wiegframe                       | Dubbel wiegframe                       | Dubbel wiegframe                       | Dubbel wiegframe                       | Dubbel wiegframe                       | Dubbel wiegframe                       | Dubbel wiegframe                       | Brugframe met dragende motor                          | Brugframe met dragende motor                          | Brugframe met dragende motor                          | Brugframe met dragende motor                          | Brugframe met dragende motor                          |               |
| Voorvork               | Telescoopvork                          | Telescoopvork                          | Telescoopvork                          | Telescoopvork                          | Telescoopvork                          | Telescoopvork                          | Telescoopvork                          | Telescoopvork                          | Telescoopvork                          | Telescoopvork                          | Telescoopvork                          | Telescoopvork                                         | Telescoopvork                                         | Telescoopvork                                         | Telescoopvork                                         | Telescoopvork                                         |               |
| Achtervork             | Swingarm                               | Swingarm                               | Swingarm                               | Swingarm                               | Swingarm                               | Swingarm                               | Swingarm                               | Swingarm                               | Swingarm                               | Swingarm                               | Swingarm                               | Swingarm                                              | Swingarm                                              | Swingarm                                              | Swingarm                                              | Swingarm                                              |               |
| Remmen                 | Trommelremmen                          | Trommelremmen                          | Trommelremmen                          | Trommelremmen                          | Trommelremmen                          | Trommelremmen                          | Trommelremmen                          | Trommelremmen                          | Trommelremmen                          | Trommelremmen                          | Trommelremmen                          | Schijfremmen                                          | Schijfremmen                                          | Schijfremmen                                          | Schijfremmen                                          | Schijfremmen                                          |               |

## Technische gegevens MV Agusta 350 3C
| MV Agusta 500 3C       | 1965                                   | 1966                                   | 1967                                   | 1968                                   | 1969                                   | 1970                                   | 1971                                   | 1972                                   | 1973                                   |
| ---------------------- | -------------------------------------- | -------------------------------------- | -------------------------------------- | -------------------------------------- | -------------------------------------- | -------------------------------------- | -------------------------------------- | -------------------------------------- | -------------------------------------- |
| Categorie              | Fabrieksracer                          | Fabrieksracer                          | Fabrieksracer                          | Fabrieksracer                          | Fabrieksracer                          | Fabrieksracer                          | Fabrieksracer                          | Fabrieksracer                          | Fabrieksracer                          |
| Motortype              | DOHC met vier kleppen per cilinder     | DOHC met vier kleppen per cilinder     | DOHC met vier kleppen per cilinder     | DOHC met vier kleppen per cilinder     | DOHC met vier kleppen per cilinder     | DOHC met vier kleppen per cilinder     | DOHC met vier kleppen per cilinder     | DOHC met vier kleppen per cilinder     | DOHC met vier kleppen per cilinder     |
| Bouwwijze              | Dwarsgeplaatste driecilinder lijnmotor | Dwarsgeplaatste driecilinder lijnmotor | Dwarsgeplaatste driecilinder lijnmotor | Dwarsgeplaatste driecilinder lijnmotor | Dwarsgeplaatste driecilinder lijnmotor | Dwarsgeplaatste driecilinder lijnmotor | Dwarsgeplaatste driecilinder lijnmotor | Dwarsgeplaatste driecilinder lijnmotor | Dwarsgeplaatste driecilinder lijnmotor |
| Koeling                | Lucht                                  | Lucht                                  | Lucht                                  | Lucht                                  | Lucht                                  | Lucht                                  | Lucht                                  | Lucht                                  | Lucht                                  |
| boring                 | 56 mm                                  | 56 mm                                  | 56 mm                                  | 56 mm                                  | 56 mm                                  | 56 mm                                  | 56 mm                                  | 56 mm                                  | 56 mm                                  |
| slag                   | 47 mm                                  | 47 mm                                  | 47 mm                                  | 47 mm                                  | 47 mm                                  | 47 mm                                  | 47 mm                                  | 47 mm                                  | 47 mm                                  |
| Cilinderinhoud         | 347,3 cc                               | 347,3 cc                               | 347,3 cc                               | 347,3 cc                               | 347,3 cc                               | 347,3 cc                               | 347,3 cc                               | 347,3 cc                               | 347,3 cc                               |
| Smeersysteem           | Wet-sump                               | Wet-sump                               | Wet-sump                               | Wet-sump                               | Wet-sump                               | Wet-sump                               | Wet-sump                               | Wet-sump                               | Wet-sump                               |
| Carburateurs           | 3 x Dell'Orto 28 mm                    | 3 x Dell'Orto 28 mm                    | 3 x Dell'Orto 28 mm                    | 3 x Dell'Orto 28 mm                    | 3 x Dell'Orto 28 mm                    | 3 x Dell'Orto 28 mm                    | 3 x Dell'Orto 28 mm                    | 3 x Dell'Orto 28 mm                    | 3 x Dell'Orto 28 mm                    |
| Max. Vermogen          | 48 kW/65 pk bij 13.500 tpm             | 48 kW/65 pk bij 13.500 tpm             | 48 kW/65 pk bij 13.500 tpm             | 48 kW/65 pk bij 13.500 tpm             | 50 kW/68 pk bij 14.000 à 15.000 tpm    | 50 kW/68 pk bij 14.000 à 15.000 tpm    | 50 kW/68 pk bij 14.000 à 15.000 tpm    | 50 kW/68 pk bij 14.000 à 15.000 tpm    | 50 kW/68 pk bij 14.000 à 15.000 tpm    |
| Topsnelheid (ca.)      | 270 km/h                               | 270 km/h                               | 270 km/h                               | 270 km/h                               | 270 km/h                               | 270 km/h                               | 270 km/h                               | 270 km/h                               | 270 km/h                               |
| Primaire aandrijving   | Tandwielen                             | Tandwielen                             | Tandwielen                             | Tandwielen                             | Tandwielen                             | Tandwielen                             | Tandwielen                             | Tandwielen                             | Tandwielen                             |
| koppeling              | Meervoudige droge platenkoppeling      | Meervoudige droge platenkoppeling      | Meervoudige droge platenkoppeling      | Meervoudige droge platenkoppeling      | Meervoudige droge platenkoppeling      | Meervoudige droge platenkoppeling      | Meervoudige droge platenkoppeling      | Meervoudige droge platenkoppeling      | Meervoudige droge platenkoppeling      |
| versnellingen          | 7                                      | 7                                      | 7                                      | 7                                      | 6                                      | 6                                      | 6                                      | 6                                      | 6                                      |
| Secundaire aandrijving | Ketting                                | Ketting                                | Ketting                                | Ketting                                | Ketting                                | Ketting                                | Ketting                                | Ketting                                | Ketting                                |
| Rijwielgedeelte        | Dubbel wiegframe                       | Dubbel wiegframe                       | Dubbel wiegframe                       | Dubbel wiegframe                       | Dubbel wiegframe                       | Dubbel wiegframe                       | Dubbel wiegframe                       | Dubbel wiegframe                       | Dubbel wiegframe                       |
| Voorvork               | Telescoopvork                          | Telescoopvork                          | Telescoopvork                          | Telescoopvork                          | Telescoopvork                          | Telescoopvork                          | Telescoopvork                          | Telescoopvork                          | Telescoopvork                          |
| Achtervork             | Swingarm                               | Swingarm                               | Swingarm                               | Swingarm                               | Swingarm                               | Swingarm                               | Swingarm                               | Swingarm                               | Swingarm                               |
| Remmen                 | Trommelremmen                          | Trommelremmen                          | Trommelremmen                          | Trommelremmen                          | Trommelremmen                          | Trommelremmen                          | Trommelremmen                          | Trommelremmen                          | Trommelremmen                          |

## Technische gegevens MV Agusta prototypen
| MV Agusta              | 350 2C 1957                            | 350 6C 1957                           | 350 6C 1969                           |
| ---------------------- | -------------------------------------- | ------------------------------------- | ------------------------------------- |
| Periode                | 1957                                   | 1957                                  | 1969-1971                             |
| Categorie              | Prototype                              | Prototype                             | Prototype                             |
| Motortype              | DOHC met twee kleppen per cilinder     | DOHC met twee kleppen per cilinder    | DOHC met vier kleppen per cilinder    |
| Bouwwijze              | Dwarsgeplaatste tweecilinder lijnmotor | Dwarsgeplaatste zescilinder lijnmotor | Dwarsgeplaatste zescilinder lijnmotor |
| Koeling                | Lucht                                  | Lucht                                 | Lucht                                 |
| boring                 | 62 mm                                  | 44 mm                                 | Onbekend                              |
| slag                   | 58 mm                                  | 38,25 mm                              | Onbekend                              |
| Cilinderinhoud         | 350,2 cc                               | 349 cc                                | Onbekend                              |
| Smeersysteem           | Dry-sump                               | Wet-sump                              | Wet-sump                              |
| Carburateurs           | 2 x Dell'Orto 29 mm                    | 6 x Dell'Orto 24 mm                   | Onbekend                              |
| Max. Vermogen          | 34,5 kW/47 pk bij 12.000 tpm           | 51,5 kW/70 pk bij 16.000 tpm          | 53 kW/72 pk bij 16.000 à 17.500 tpm   |
| Primaire aandrijving   | Tandwielen                             | Tandwielen                            | Tandwielen                            |
| koppeling              | Meervoudige natte platenkoppeling      | Meervoudige natte platenkoppeling     | Meervoudige droge platenkoppeling     |
| versnellingen          | 5                                      | 7                                     | 6                                     |
| Secundaire aandrijving | Ketting                                | Ketting                               | Ketting                               |
| Rijwielgedeelte        | Brugframe                              | Dubbel wiegframe                      | Onbekend                              |
| Voorvork               | Telescoopvork                          | Telescoopvork                         | Telescoopvork                         |
| Achtervork             | Swingarm                               | Swingarm                              | Swingarm                              |
| Remmen                 | Trommelremmen                          | Trommelremmen                         | Trommelremmen                         |